# Berulfsens pengabinge
Berulfsens pengabinge är en norsk TV-serie som handlar om pengars historia. Serien är producerad av NRK år 2008 och innehåller åtta delar. Berättare i seriens samtliga delar är Torkjell Berulfsen.